# Calendarul copt
Calendarul copt sau Calendarul alexandrian este un calendar folosit de către biserica ortodoxă coptă din Alexandria care se bazează pe calendarul egiptean, egiptenii fiind primii care au calculat trecerea timpului. Vechiul calendar egiptean avea anul de 365 zile și era împărțit în 12 luni a câte 30 de zile fiecare, plus cinci zile suplimentare (epagomenae din grecescul ἐπαγόμεναι) la sfârșitul anului.

## Lunile copte
- Thout

Thout sau Tout (greacă: Θωογτ) este prima lună a anului calendar. Începe în 11 septembrie și se termină în 10 octombrie după calendarul gregorian. Luna Thout este, de asemenea, și prima lună a anotimpului 'Akhet' (inundația) din vechiul Egipt, când puhoaiele Nilului acoperă pământul Egiptului. Numele lunii vine de la Thot, vechiul zeu egiptean al înțelepciunii.
- Paopi

Paopi (greacă: Παωπε) sau Bâbâ este a II-a lună a anului copt. Începe în 11 octombrie și se termină în 10 noiembrie după calendarul gregorian. Luna Paopi este, de asemenea, și cea de a doua lună a anotimpului 'Akhet' (inundația) din Egiptul antic, când puhoaiele Nilului acoperă pământul Egiptului. Numele lunii vine de la Hapy, vechiul zeu egiptean al Nilului.
- Hathor

Hathor sau Hâtour (greacă: ζαθωρ) este a III-a lună a calendarului copt. Începe în 11 noiembrie și se termină în 9 decembrie după calendarul gregorian. Luna Hathor este, de asemenea, și cea de a treia lună a anotimpului 'Akhet' (inundația) din Egiptul antic, când puhoaiele Nilului acoperă pământul Egiptului. Numele lunii vine de la Hathor, vechea zeiță egipteană a frumuseții și dragostei.
- Koiak

Koiak sau Kiahk este a IV-a lună a calendarului copt. Începe în 10 decembrie și se termină în 8 ianuarie după calendarul gregorian. Luna Koiak este, de asemenea, și cea de a patra lună a anotimpului 'Akhet' (inundația) din Egiptul antic, când puhoaiele Nilului acoperă pământul Egiptului. Numele lunii vine de la Ka Ha Ka, ceea ce înseamnă bunătatea bunătăților, unul din numele vechiului bou sfânt Apis, din Egipt.
- Tobi

Tobi sau Touba este a V-a lună a calendarului copt. Începe în 9 ianuarie și se termină în 7 februarie după calendarul gregorian. Luna Tobi este, de asemenea, și prima lună a anotimpului 'Proyet' (creștere) din Egiptul antic, când puhoaiele se retrag și culturile încep să crească pe tot cuprinsul țării Egiptului. Numele lunii vine de la Amso Khem, una din formele zeului egiptean Amun Ra. Cuvântul evreesc tobi înseamnă 'bunătate'.
- Meshir

Meshir sau Amshir este a VI-a lună a calendarului copt. Începe în 8 februarie și se termină în 9 martie după calendarul gregorian. Luna Meshir este, de asemenea, și a doua lună a anotimpului 'Proyet' (creștere) din Egiptul antic. Numele lunii vine de la Mechir, vechiul zeu egiptean al vântului.
- Paremhat

Paremhat sau Baramhat este a VII-a lună a calendarului copt. Începe în 10 martie și se termină în 8 aprilie după calendarul gregorian. Luna Paremhat este, de asemenea, și a treia lună a anotimpului 'Proyet' (creștere) din Egiptul antic. Numele lunii vine de la Mont, vechiul zeu egiptean al războiului.
- Paremoude

Paremoude sau Barmouda este a VIII-a lună a calendarului copt. Începe în 9 aprilie și se termină în 8 mai după calendarul gregorian. Luna este, de asemenea, și a patra lună a anotimpului 'Proyet' (creștere) din Egiptul antic. Numele lunii vine de la Renno, vechiul zeu egiptean al vântului aspru și al morții.
- Pashons

Pashons (greacă Παξοησ) sau Bashans este a IX-a lună a calendarului copt. Începe în 9 mai și se termină în 7 iunie după calendarul gregorian. Luna Pashons este, de asemenea, și prima lună a anotimpului 'Shemu' (recoltă) când egiptenii recoltau culturile din toată țara Egiptului. Numele lunii vine de la Khenti, una din formele lui Horus, vechiul zeu egiptean al metalelor.
- Paoni

Paoni (greacă Παωηι) sau Baona este a X-a lună a calendarului copt. Începe în 8 iunie și se termină în 7 iulie după calendarul gregorian. Luna Paoni este, de asemenea, și a doua lună a anotimpului 'Shemu' (recoltă). Numele lunii are originea necunoscută.
- Epip

Epip sau Abib este a XI-a lună a calendarului copt. Începe în 8 iulie și se termină în 6 august după calendarul gregorian. Luna Epip este, de asemenea, și a treia lună a anotimpului 'Shemu' (recoltă). Numele lunii vine de la Apida, șarpele pe care l-a omorât Horus.
- Mesori

Mesori sau Mesra este a XII-a lună a calendarului copt. Începe în 7 august și se termină în 5 septembrie după calendarul gregorian. Luna Mesori este, de asemenea, și a patra lună a anotimpului 'Shemu' (recoltă). Numele lunii vine de la Mes-o-ri, un vechi cuvânt egiptean care înseamnă naștrea Soarelui.
- Pi Kogi Enavot (Nasii)

Pi Kogi Enavot cunoscută și sub numele de El Nasii este a treisprezecea și ultima lună a calendarului copt. Începe în 6 septembrie și se termină în 10 septembrie după calendarul gregorian. Și această lună este adăugată anotimpului 'Shemu' (recoltă). Numele lunii vine de la Pi Kogi Enavot care înseamnă luna scurtă.